# Sant'Andrea delle Fratte (församling)
Sant'Andrea delle Fratte är en församling i Roms stift.
Till församlingen Sant'Andrea delle Fratte hör följande kyrkobyggnader och kapell:
- Sant'Andrea delle Fratte
- San Giuseppe a Capo le Case
- San Silvestro in Capite
- Santa Maria Odigitria al Tritone
- Santissima Trinità dei Monti
- San Giorgio e Martiri Inglesi
- San Marone
- Santi Ildefonso e Tommaso da Villanova
- Sant'Isidoro a Capo le Case
- Immacolata Concezione di Nostra Signora di Lourdes a Via Sistina
- Cappella Villa Malta